# Giovanni Battista Pioda
Pour les articles homonymes, voir Pioda.
Giovanni Battista Pioda, né le 4 octobre 1808 à Locarno (originaire du même lieu) et mort le 3 novembre 1882 à Rome, est une personnalité politique suisse, membre du Parti radical-démocratique.
Il est conseiller fédéral de 1857 à 1864, à la tête du Département de l'intérieur.

## Biographie
Giovanni Battista Pioda ou Giovan Battista Pioda naît le 4 octobre 1808 à Locarno, dans le canton du Tessin. Il est originaire de la même commune. 

### Parcours politique
Il est le 11e conseiller fédéral de l'histoire.